# Курц, Оливер
Оливер Михаэль Курц (нем. Oliver Michael Kurtz; род. 23 октября 1971, Кёльн, Северный Рейн-Вестфалия) — немецкий хоккеист на траве, полевой игрок. Олимпийский чемпион 1992 года, чемпион Европы по индорхоккею 1991 года.

## Биография
Оливер Курц родился 23 октября 1971 года в западногерманском городе Кёльн.
Играл в хоккей на траве за «Рот-Вайсс» из Кёльна, в составе которого трижды выигрывал чемпионат Германии по индорхоккею (1992—1993, 1995). Впоследствии перешёл в «Уленхорст» из Мюльхайм-ан-дер-Рура, с которым выиграл чемпионат страны по хоккею на траве.
В 1991 году в составе сборной Германии завоевал золотую медаль чемпионата Европы по индорхоккею в Бирмингеме.
В 1992 году вошёл в состав сборной Германии по хоккею на траве на летних Олимпийских играх в Барселоне и завоевал золотую медаль. Играл в поле, провёл 5 матчей, мячей не забивал.
23 июня 1993 за победу на Олимпиаде был награждён высшей спортивной наградой Германии Серебряным лавровым листом.
В 1991—1995 годах провёл за сборную Германии 33 матча, в том числе 28 на открытых полях, 5 — в помещении.
По окончании выступлений стал тренером. Работал с мужскими, женскими и молодёжными командами. В 2004 году входил в тренерский штаб сборной Индии, в 2009 году тренировал сборную Бангладеш, в 2013 году — сборную Омана. На клубном уровне работал с мужской командой «Хюрт» и женской командой «Гладбахер» (2010—2011).